# Série IBM 1400

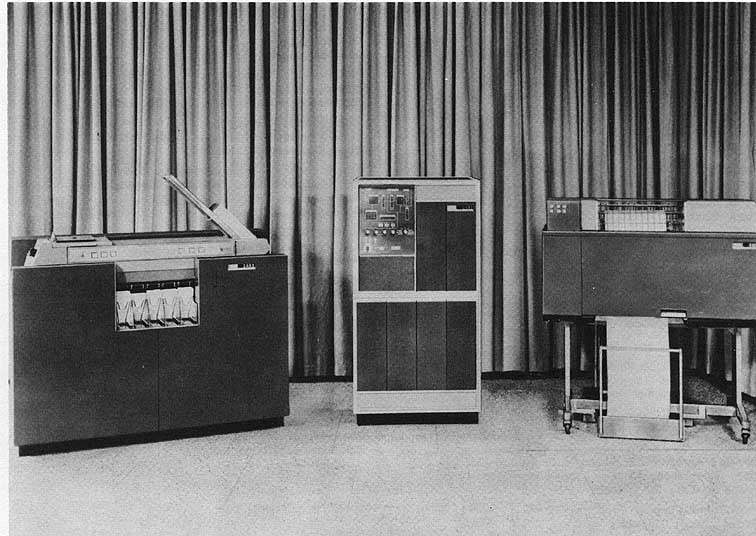
Un IBM 1401, 1961

La série IBM 1400 est une série d’ordinateurs de deuxième génération de taille intermédiaire fabriqués par IBM au début des années 1960. Ces ordinateurs pouvaient être opérés comme des systèmes autonomes ou comme des systèmes auxiliaires à d’autres ordinateurs.
Les ordinateurs de la série IBM 1400 enregistraient l’information dans des mémoires vives de tores magnétiques sous forme de chaînes de caractères terminées par un marqueur. Les opérations arithmétiques étaient effectuées caractère par caractère. Les entrées-sorties étaient faites sur des cartes perforées, des bandes magnétiques et des imprimantes. Des disques magnétiques étaient aussi disponibles.

## Histoire
La liste suivante fournit les modèles des ordinateurs de la série IBM 1400, leurs dates d’introduction et leurs caractéristiques :
- IBM 1240 (1963) : un système bancaire ; c’est un l’IBM 1440 muni de périphériques pouvant traiter des codes CMC7 (Caractères Magnétiques Codés à 7 bâtonnets)
- IBM 1401 (1959) : le premier membre de la série IBM 1400 ;
- IBM 1410 (1960) : de conception semblable à l’IBM 1401, mais avec des améliorations significatives :
  - des instructions additionnelles,
  - un processeur plus rapide,
  - une mémoire vive plus grande (jusqu’à 100 000 caractères),
  - un plus grand nombre de registres d'index (15),
  - une adresse de 5 caractères dans les instructions-machine,
  - un commutateur de compatibilité qui permettait d’exécuter des programmes conçus pour l’IBM 1401 sans changements (c’était là une option impressionnante dans cette époque qui ignorait encore le microcode) ;
- IBM 1420 (1962) : un système bancaire, c’est-à-dire muni de périphériques pouvant traiter des codes CMC7 (Caractères Magnétiques Codés à 7 bâtonnets)
- IBM 1440 (1962) : une alternative moins dispendieuse à l’IBM 1401, mais non totalement compatible avec ce dernier
- IBM 1450 (1968) : un système bancaire, c’est-à-dire muni de périphériques pouvant traiter des codes CMC7 (Caractères Magnétiques Codés à 7 bâtonnets)
- IBM 1460 (1963) : logiquement (mais non physiquement) identique à un IBM 1401 entièrement configuré avec 16 000 caractères de mémoire, et deux fois plus rapide ;
- IBM 7010 (1962) : logiquement (mais non physiquement) identique au IBM 1410, mais deux fois plus rapide.

Les ordinateurs de la série IBM System/360 qui furent produits après les ordinateurs de la série IBM 1400 offraient des options de compatibilité avec l’IBM 1401.
L’ordinateur Honeywell 200 offrait une compatibilité partielle avec l’IBM 1401 grâce à une architecture semblable et des logiciels d’émulation.

## Langages de programmation
Les langages de programmation pour les ordinateurs de la série 1400 incluaient : Symbolic Programming System (SPS, un langage d'assemblage), Autocoder (en) (un langage d'assemblage), COBOL, FORTRAN, Report Program Generator (RPG) et FARGO.

## Abandon de la production
La série 1400 a été remplacée par les System 360 et les plus petits modèles de la série IBM System 3, puis par les System/32, System/34, System/36, System/38 et AS/400.
La production des ordinateurs de la série 1400 a été officiellement abandonnée au début des années 1970. Par contre, certains périphériques de la série 1400 étaient encore vendus avec des ordinateurs des séries suivantes.
Deux ordinateurs IBM 1401 ont été restaurés à l’état pleinement opérationnel pour le Musée de l'histoire de l'ordinateur à Mountain View aux États-Unis.